# Fonscochlea
Fonscochlea es un género de molusco gasterópodo de la familia Hydrobiidae en el orden de los Mesogastropoda.

## Especies
Las especies de este género son:
- Fonscochlea accepta Ponder, Hershler & Jenkins, 1989 - type species[1]
- Fonscochlea aquatica Ponder, Hershler & Jenkins, 1989[1]
- Fonscochlea billakalina Ponder, Hershler & Jenkins 1989[1]
- Fonscochlea conica Ponder, Hershler & Jenkins 1989[1]
- Fonscochlea variabilis Ponder, Hershler & Jenkins, 1989[1][2]
- Fonscochlea zeidleri Ponder, Hershler & Jenkins 1989 - type species of the subgenus Wolfgangia[1][2]